# Did You Hear About the Morgans?
Did You Hear About the Morgans? is een Amerikaanse zwarte komedie uit 2009 geregisseerd door Marc Lawrence met in de hoofdrollen Hugh Grant en Sarah Jessica Parker. Begin 2010 kwam de film uit in Nederland en België.

## Verhaal
Meryl Morgan (gespeeld door Parker) en Paul Morgan (Grant) zijn een maatschappelijk succesvol echtpaar uit de stad New York dat echter gescheiden leeft vanwege Pauls overspel. Wanneer zij samen getuige zijn van een moord, worden ze in het kader van een getuigenbeschermingsprogramma ondergebracht bij het echtpaar Wheeler, beide U.S. Marshals, in een dorpje in het landelijke Wyoming. De moordenaar slaagt erin om hen daar te vinden, maar wordt uiteindelijk overmeesterd.

## Rolverdeling
- Sarah Jessica Parker als Meryl Judith Morgan
- Hugh Grant als Paul Michael Morgan
- Sam Elliott als Clay Wheeler
- Mary Steenburgen als Emma Wheeler
- Elisabeth Moss als  Jackie Drake
- Wilford Brimley als Earl Granger
- Kim Shaw als zuster Kelly

## Achtergrond
De opnamen van Did You Hear About the Morgans vonden plaats in mei en juni 2009 in New York, Santa Fe en Roy. De opnamen duurden in totaal 25 dagen.
De film werd vooral met negatieve reacties ontvangen door critici. Op Metacritic scoorde de film 26 punten op een schaal van 100. Op Rotten Tomatoes gaf 12% van de recensenten de film een goede beoordeling.
In totaal bracht de film wereldwijd 85 miljoen dollar op, tegen een productiebudget van 58 miljoen.

## Prijzen en nominaties
In 2010 werd actrice Sarah Jessica Parker voor haar rol in Did You Hear About the Morgans? genomineerd voor een Golden Raspberry Award in de categorie “slechtste actrice”.